# Fredens Sogn (Herning)
 For alternative betydninger, se Fredens Sogn. (Se også artikler, som begynder med Fredens Sogn)
Fredens Sogn er et sogn i Herning Søndre Provsti (Viborg Stift).
I 1963 blev Fredens Kirke (Herning) indviet, og Fredens Sogn blev udskilt fra Herning Sogn. Det havde hørt til Hammerum Herred i Ringkøbing Amt og lå fra 1913 i Herning Købstad. Den blev ved kommunalreformen i 1970 kernen i Herning Kommune.